# Wilhelminisme

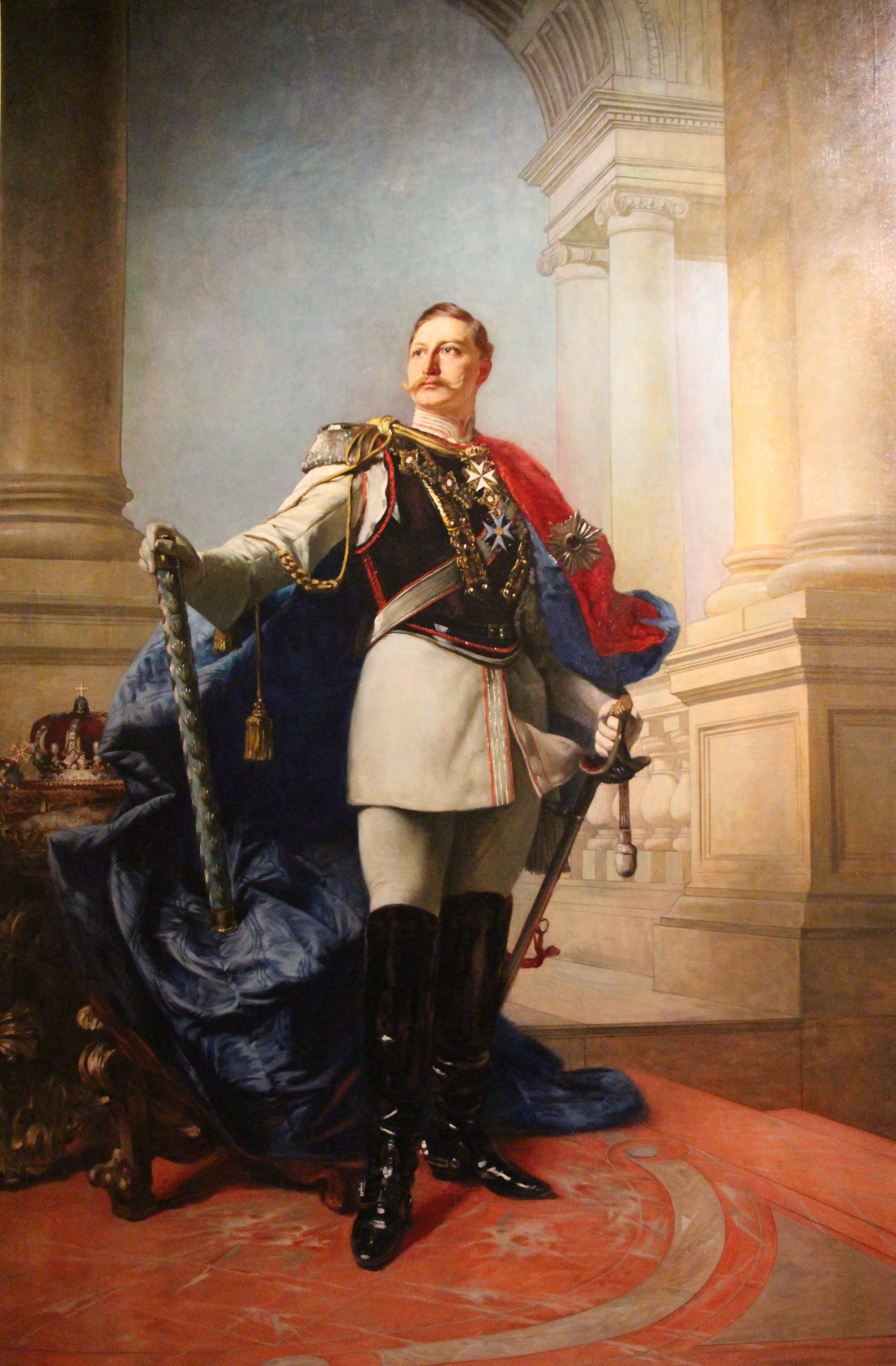
Barok portret van Wilhelm II uit 1890 door Max Koner

Het wilhelminisme of de wilhelminische tijd is een tijdsperiode van 1888 tot 1918 in het Duitse Keizerrijk en verwijst naar de regeringsjaren van keizer Wilhelm II .

## Tijdsperiode
Het voorafgaande tijdperk werd gedomineerd door rijkskanselier Otto von Bismarck en wordt ook wel het 'Bismarckiaanse tijdperk' genoemd. Het 'Wilhelminische tijdperk' begon eigenlijk met het ontslag door de keizer van Otto von Bismarck in 1890, waarna Wilhelm de Duitse politiek vrijwel alleen kon gaan bepalen, en eindigde met het aftreden van Wilhelm in 1918, na de Duitse nederlaag in de Eerste Wereldoorlog.

## Kenmerken
Deze jaren worden gekenmerkt door een aantal specifieke politieke, sociale en culturele uitdrukkingsvormen. 
Kenmerkend voor dit tijdperk zijn het naast elkaar bestaan van een vooruitstrevende modernisering op het gebied van industrie, infrastructuur, wetenschap en technologie en daarnaast militairisme, Duits chauvinisme en nationalisme en een sterk behoudende en romantisch reactionaire tendens teruggrijpend op de vroegere alleenheerschappij van de koning en aristocratie in het politieke en maatschappelijke leven.

## Militarisme, conservatisme en moderniteit
Het sterk geïndustrialiseerde Duitse Keizerrijk was een van de meest toonaangevende landen ter wereld op het gebied van de wetenschappen en nieuwe technologische ontwikkelingen. Van de pre-industriële bestuursvorm was echter nog veel intact. De adel, en vooral de Pruisische landadel de Junkers, en in het bijzonder ook het door deze adel bemande officierskorps van het Duitse leger, had nog altijd veel invloed op de politiek. Het Duitse Rijk was een semi-constitutionele monarchie: in de grondwet werd vastgelegd dat de keizer alle belangrijke staatszaken zelf kon beslissen als hij dat wilde. Terwijl Wilhelm I er echter geen gebruik van maakte en zich ook niet bemoeide met rijkskanselier Bismarck en zijn regering (zodat deze zijn politiek kon uitvoeren en zodoende zijn stempel op het land kon drukken), maakte zijn kleinzoon Wilhelm II, die de belangen van de aristocratie en het leger doorgaans steunde, daarentegen wel volop gebruik van zijn grondwettelijke rechten. In combinatie met het gebrek aan meer controlerende bevoegdheden van het parlement en de ministerraad maakte deze situatie dat zelfs de, toch politiek verantwoordelijke, ministers zich nauwelijks met de gang van zaken durfden bemoeien (dit in tegenstelling tot landen als Nederland en Groot-Brittannië waar de adel en koning zich moesten schikken in een minder invloedrijke rol in een echte constitutionele monarchie). 
Welvarende burgers in Duitsland hadden hun levensstijl aangepast aan die van de heersende aristocratische elite, maar ze hadden betrekkelijk weinig invloed op het bestuur. In het Duitse Keizerrijk, waarin Pruisen domineerde, telde vooral het leger.  De beperkte status van burgers wordt goed geïllustreerd door het hofprotocol, waarin de burgemeester van Berlijn in rang na een tweede luitenant kwam. Er waren in het Wilhelminische Duitsland mannen die vanwege hun reserve-officierschap ook dagelijks in uniform liepen. In verslagen van buitenlandse tijdgenoten sprak men dikwijls zijn verbazing uit over het straatbeeld in bijvoorbeeld Berlijn: op een mooie dag op een terrasje gezeten zag men een onafgebroken menigte mensen voorbijkomen gekleed in de meest uiteenlopende uniformen. De officieren, oud-officieren en reserve-officieren waren immers gewend om hun uniform dagelijks, dus ook buiten de dienst, te blijven dragen. De grote invloed van het militaire 'uniform' komt duidelijk naar voren in het verhaal van de Hauptmann von Köpenick. 
Het militarisme en hoog opgeklopte  nationalisme kwamen ook tot uitdrukking in de talloze militaire parades die veelal bij nationale feestdagen en herdenkingsdagen werden gehouden of bij officieel bezoek van de keizer en buitenlandse hoogwaardigheidsbekleders. Verder waren er door het land verspreid talloze nationale monumenten. Over het hele land werden gedenkmonumenten voor de stichter van het keizerrijk, Bismarck, gebouwd. Wilhelm bevorderde ook sterk een heldencultus voor zijn grootvader Wilhelm I, de eerste Duitse keizer, en ook voor hem verrezen overal gedenkmonumenten. Wilhelm II betitelde zijn grootvader vaak als Wilhelm der Große (Wilhelm de Grote) naar wie in 1897 ook een passagiersschip werd vernoemd "Wilhelm der Grosse". 
De architectuur en de beeldende kunst, bekend als de wilhelminische stijl, werden gekenmerkt door het historisme, waarbij vooral werd teruggegrepen op pompeuze barokke stijlkenmerken die de imperialistische macht van het Duitse Rijk moesten verbeelden. De voorliefde van Wilhelm II voor vooral de  Keizerlijke Marine, die de wereldzeeën bevoer, kwam ook tot uitdrukking in het burgerlijke leven. Tot halverwege de twintigste eeuw werden jongens gestoken in matrozenpakjes.

## Politiek
Keizer Wilhelm II had totaal geen interesse, of gevoel, voor een subtiele en behoedzame buitenlandse politiek, zoals Bismarck die voorheen voerde, en door zijn tactloze en blunderende optreden naar het buitenland toe werden de andere Europese grootmachten steeds wantrouwiger en vijandiger naar Duitsland toe. Sinds de oprichting van het keizerrijk was Frankrijk, dat toen Elzas-Lotharingen aan Duitsland moest afstaan, al een tegenstander die revanche wilde nemen voor deze vernedering. Maar ook het traditioneel neutrale Groot-Brittannië werd door de onhandige en blunderende politiek van Wilhelm geleidelijk een tegenstander. Wilhelm wilde Duitsland een "plaats onder de zon" geven en achtte het bezit van een Duits koloniaal rijk absoluut noodzakelijk, ook in het licht van Duitsland als een Weltmacht (wereldmacht). Daarvoor achtte hij ook een grote en sterke marine noodzakelijk en stimuleerde flink de uitbreiding van de vloot. Hierdoor kwam hij steeds vaker in conflict met vooral koloniale grootmacht Groot-Brittannië dat zijn voorheen dominante positie op de wereldzeeën zag aangetast worden door Duitsland. Door Wilhelms onvoorwaardelijke steun aan Oostenrijk dat zijn invloed op de Balkan steeds verder probeerde te vergroten ten kostte van het tsarenrijk Rusland, dat zich als beschermer van de Slavische volkeren van de Balkan zag, werd ook het Russische rijk een tegenstander. Steeds meer landen sloten allianties met elkaar en uiteindelijk ontstonden hierdoor twee bondgenootschappen in Europa: de Centralen met Duitsland, Oostenrijk-Hongarije en Italië en de Entente met het Verenigd Koninkrijk, Rusland en Frankrijk. Het nationalisme vierde niet alleen hoogtij in Duitsland maar was ook algemeen gebruikelijk in de rest van Europa. De tegen elkaar concurrerende landen raakten geleidelijk betrokken in een onderlinge wapenwedloop die mede het toneel voorbereidde voor de Eerste Wereldoorlog.